# Сара Бернар
Сара Бернар (на френски: Sarah Bernhardt) е легендарна френска драматична актриса. Добива известност през 1870-те и с успех гастролира в Европа и Америка. Наречена от писателя Оскар Уайлд „Божествената Сара“, тя остава безспорната кралица на френската романтична и класическа трагедия. Тя почти самостоятелно революционизира мястото на жените в класическия театър с нейните изумително емоционални и експресивни роли. Красивият ѝ глас, наречен златен, грацията на нейните движения и страстната ѝ натура я превръщат в най-прочутата актриса и една от най-магнетичните личности на своето време, според познавачи.
Оскар Уайлд пише своята „Саломе“ първо на френски език специално за Сара Бернар. Джакомо Пучини пише операта „Тоска“, след като гледа Сара Бернар в коронната ѝ роля в пиесата от Викториен Сарду „Тоска“.
През дългогодишния си творчески път Сара Бернар създава над 170 бляскави роли от ранга на Федра, Дамата с камелиите, Медея. Тя е първата жена, която дръзва да играе мъжки роли като Хамлет и Лорензачо. Кариерата ѝ включва притежание на театри и управление на всичките ѝ театрални продукции. Прави девет турнета в Америка. Сама гради публичния си образ. Използва всяка технологична новост. Едисон записва златния ѝ глас с току-що изобретения от него фонограф. Първа от големите театрални актриси се снима в киното – техническа новост с малък по онова време артистичен престиж. Позира на много от най-модните художници.
Може би най-често фотографираната жена в света, тя става лице на множество търговски реклами на продукти – от препарати за къдрене на коса до етикети на алкохолни напитки. Изключителната ѝ популярност на актриса и театрален предприемач създава шаблона на холивудските звезди-икони такъв, какъвто го познаваме днес. Артистичните ѝ дарования включват скулптура, живопис, архитектура, писане на пиеси и романи.

## Биография

### Ранни години
Сара Бернар е родена като Анриет-Розин Бернар на 22 октомври 1844 г. в Латинския квартал на Париж като извънбрачно дете на Жудит Бернар (наричана също Жули и Юл), куртизанка с еврейски произход, родом от Нидерландия. Името на баща ѝ не е записано, но той изглежда е син на богат търговец от Хавър. По-късно самата Сара Бернар пише, че семейството на баща ѝ плаща за нейното образование, настоява тя да бъде кръстена като католичка и ѝ оставя значителна сума, когато навършва пълнолетие. Свидетелството за раждане на Сара е загубено през 1871 година по време на пожар, но за да докаже, че е френски гражданин, тя изработва фалшиво свидетелство за раждане на което пише, че родителите ѝ са Джудит Хард и Едуар Бернар от Хавър. Това не е първият път, когато тя трябва да лъже през живота си, затова Александър Дюма син я описва като известна лъжкиня.
Жули Бернар пътува често и рядко вижда дъщеря си, която е отглеждана от бавачка, първо в Бретан, а след това в Ньой. Когато Сара е на седем години, майка ѝ я изпраща в интернат за млади дами в парижкото предградие Отьой, платен със средства от семейството на баща ѝ. Там тя участва в първото си театрално представление в пиесата „Клотилда“, където изпълнява ролята на кралица на феите и първата от многото си драматични смъртни сцени.
Докато Сара е в интерната, майка ѝ се издига до най-високите позиции на парижките куртизанки, събирайки се с политици, банкери, генерали и писатели. Сред нейните покровители и приятели е Шарл дьо Морни, успешен финансист и индустриалец, който по това време заема важни политически позиции, след като подкрепя преврата на своя полубрат, обявилия се за император Наполеон III. На десетгодишна възраст, със съдействието на Дьо Морни, Сара е приета в „Граншам“, престижно августинско манастирско училище близо до Версай. В манастира тя изпълнява ролята на Архангел Рафаел в историята на Тобиас и Ангела. Обявява намерението си да стане монахиня, но не винаги следва манастирските правила. Обвинена е в светотатство, когато организира християнско погребение, с шествие и церемония, за своя домашен гущер.
През 1859 година Сара научава, че баща ѝ е починал в чужбина. Майка ѝ свиква семеен съвет с участието на Дьо Морни, за да реши какво да прави с нея. Дьо Морни предлага Сара да стане актриса, идея, която ужасява Сара, тъй като никога не е влизала в театър. Дьо Морни организира нейното първо посещение на театрално представление – в „Комеди Франсез“, заедно с майка ѝ, Дьо Морни и неговия приятел Александър Дюма-баща. Пиесата, която гледат, е „Британик“ от Жан Расин, последвана от класическата комедия „Амфитрион“ от Плавт. Сара е толкова развълнувана от емоцията на пиесата, че започва да плаче силно, смущавайки публиката. Дьо Морни и другите ѝ придружители са ядосани и си тръгват, но Александър Дюма я успокоява и по-късно казва на Дьо Морни, че според него тя е създадена за сцената. След спектакъла Дюма я нарича „моята малка звезда“.
Шарл дьо Морни използва връзките си с композитора Даниел Обер, ръководителя на Парижката консерватория, за да организира на Сара прослушване. Тя започва да се подготвя, според мемоарите ѝ „с пресиленото оживление, с което започва всяко ново начинание“, а Дюма я обучава. Журито се състои от Обер и петима водещи актьори и актриси от „Комеди Франсез“. Сара трябва да рецитира стихове от Расин, но в последния момент сменя текста с баснята за двата гълъба на Жан дьо Лафонтен. Членовете на журито са скептични, но жарът и патосът на нейното рецитиране ги спечелва и тя е поканена да стане студентка.
Бернар учи актьорско майсторство в Консерваторията от януари 1860 до 1862 година при двама видни актьори на „Комеди Франсез“, Жозеф Самсон и Жан-Батист Провост. По-късно тя пише в спомените си, че Провост я е учил на дикция и жестикулация, а Самсон – на силата на простотата. За сцената тя променя изписването на името си от Bernard на Bernhardt. По време на обучението си получава и първото предложение за брак от богат бизнесмен, който ѝ предлага 500 хиляди франка. Той се разплаква, когато тя отказа. Тя коментира случая така: „бях объркана, разстроена и доволна – защото той ме обичаше по начина, по който хората обичат в пиесите в театъра“.
Преди първия си изпит в класа по трагедия, Сара Бернар се опитва неуспешно да изправи буйната си коса, при което настива силно и гласът ѝ става толкова носов, че сама трудно го разпознава. Освен това определените ѝ роли са класически и изискват прецизно стилизирани емоции, докато тя предпочита романтизма и пълното и естествено изразяване на емоциите. Преподавателите я поставят на 14-о място в класа по трагедия и на второ в този по комедия. Дьо Морни отново и оказва помощ, като ходатайства за нея пред ръководителя на театралната администрация Камий Дусе, който я препоръчва на ръководството на „Комеди Франсез“. Така тя е назначена в театъра с минимална заплата.

### Начало на кариерата
Сара Бернар дебютира с трупата на „Комеди Франсез“ на 31 август 1862 година в главната роля в „Ифигения“ на Жан Расин. Дебютът ѝ не е успешен – тя изпитва сценична треска и произнася репликите си забързано, а някои хора в публиката се подиграват на слабата ѝ фигура. След края на представлението зад кулисите я чака нейния учител Жан-Батист Провост, когото тя моли за прошка, а той ѝ казва: „Аз мога да Ви простя и един ден и Вие ще си простите сама, но Расин в гроба си никога няма да го направи“. Франсиск Сарсе, влиятелен театрален критик във вестниците „Опинион Насионал“ и „Там“, пише: „Тя се държи добре и рецитира с идеална точност. Това е всичко, което може да се каже за нея в момента.“.
Бернар не остава дълго в „Комеди Франсез“. Тя играе Анриета в „Учени жени“ и Иполита в „Занесеният или Всичко наопаки“ на Молиер, както и главната роля във „Валери“ на Йожен Скриб, но не впечатлява критиката, нито останалите членове на трупата, които са недоволни от бързото ѝ издигане. В продължение на седмици тя не получава нови роли, а лошият ѝ нрав също ѝ създава проблеми – когато един от портиерите на театъра я нарича „Малката Бернар“, тя строшава чадъра си в главата му. След това тя се извинява, а когато портиерът се пенсионира много години по-късно, тя му купува къща в провинцията.
Сара Бернар получава нова роля, която започва да репетира, но е принудена да напусне театъра след скандал с по-възрастната актриса Зер-Натали Мартел. По време на събитие по повод годишнината на Молиер на 15 януари 1863 година, по-малката сестра на Сара Режина, настъпва роклята на Мартел. При последвалата караница с разменени блъскания и удари, Сара Бернар и Мартел отказват да се извинят една на друга и Сара трябва да напусне.
Напускането от едва осемнадесетгодишната Сара на най-престижния парижки театър предизвиква недоумението на нейните близки. Тя постъпва в популярния театър „Жимназ“, където обучението ѝ е възложена на две от водещите актриси. Почти веднага тя неволно се замесва в нов скандал, когато на рецитал на актьори от „Жимназ“ пред император Наполеон III в двореца „Тюйлери“ изпълнява стихове от Виктор Юго, яростен противник на режима, при което императорът напуска представлението. Следващата ѝ роля в „Жимназ“, на глуповата руска княгиня, е неподходяща за нея, а по думите на майка ѝ изпълнението ѝ е „нелепо“.
Сара Бернар решава да напусне театъра и да се издържа от любовниците си, както своята майка. Тя пътува до Испания, а след това, по предложение на Александър Дюма, до Белгия. Тя пристига в Брюксел с препоръчителни писма от Дюма и е приета във висшето общество. По време на бал с маски в Брюксел, а според други източници още в парижките театри, тя се запознава с белгийския аристократ Анри дьо Лин, с когото има любовна връзка. Сара се връща в Париж, след като майка ѝ получава инфаркт, от който обаче се възстановява. В Париж Сара установява, че е бременна, но решава да не уведомява за това Дьо Лин, а майка ѝ не иска детето да се роди в дома ѝ, затова Сара се премества в малък апартамент. Там на 22 декември 1864 година се ражда нейното единствено дете, Морис Бернар.
Сведенията за края на връзката на Сара Бернар с Анри дьо Лин са противоречиви. Според някои свидетелства, той се нанася в апартамента ѝ в Париж и обявява на семейството си, че иска да се ожени за нея, но заплашен от лишаване от наследство се отказва от намерението си. Според други версии той отхвърля всякаква отговорност за детето. По-късно Бернар нарича връзката им „нейната незарастваща рана“, но тя никога не коментира бащинството на Морис. Запитана кой е неговият баща, тя понякога отговаря: „Никога не успях да реша дали негов баща е Гамбета, Виктор Юго или генерал Буланже.“ Години по-късно, през януари 1885 година, когато Бернар е вече известна, Дьо Лин предлага да признае официално сина си, но Морис отказва, обяснявайки, че му е напълно достатъчно да бъде синът на Сара Бернар.
За да се издържа след раждането на сина си, Сара Бернар играе малки роли в „Пор Сен Мартен“, популярен мелодраматичен театър. В началото на 1866 година тя участва в прослушване пред директора на театър „Одеон“ Фелик Дюкенел. Години по-късно той описва прослушването така: „Имах пред себе си същество, което е чудесно надарено, интелигентно до гениалност, с огромна енергия под една крехка и деликатна външност, и една безжалостна воля.“ Финансовият директор на театъра Шарл дьо Шили иска да я отхвърли като ненадеждна и твърде слаба, но Дюкенел е очарован и я назначава със скромна месечна заплата от 150 франка, която плаща от джоба си.
„Одеон“ е вторият най-престижен театър в Париж след „Комеди Франсез“ и за разлика от по-традиционния си съперник се специализира в по-модерни постановки и е популярен сред студентите на Левия бряг. Първите изпълнения на Сара Бернар в театъра не са успешни. Това са силно стилизирани и фриволни комедии от XVIII век, докато нейната сила на сцената е в пълната ѝ откритост. Слабата ѝ фигура също изглежда неуместно в пищните костюми. Александър Дюма, най-упоритият ѝ поддръжник, коментира след едно изпълнение, че „тя има главата на девица и тялото на дръжка за метла“. Не след дълго обаче, с различни пиеси и повече опит, изпълненията ѝ се подобряват. През юни 1867 година тя участва с две роли в „Аталия“ на Жан Расин – на млада жена и на момче, първата от множеството мъжки роли в нейната кариера. Влиятелният критик Сарсе пише: „тя очарова публиката като един малък Орфей“.
Пробивът в кариерата на Сара Бернар е в повторното поставяне на „Кийн“ на Александър Дюма, в което тя играе главната женска роля на Ана Данби. Началото на премиерата е прекъснато от безредици в публиката, при които младежи викат: „Долу Дюма! Дайте ни Юго!“. Бернар се обръща директно към публиката: „Приятели, вие искате да защитите справедливостта. Това ли правите, когато обвинявате господин Дюма за изгнанието на господин Юго?“. Това предизвиква смях и аплодисменти и публиката се успокоява. При финалната завеса тя получава силни аплодисменти, а Дюма отива зад кулисите, за да я поздрави. На излизане от театъра събрала се на служебния изход тълпа хвърля цветя по нея. Заплатата ѝ веднага е увеличена на 250 франка месечно.
Следващият успех на Сара Бернар е изпълнението в „Минувачът“ на Франсоа Копе, чиято премиера е в театъра „Одеон“ на 14 януари 1868 година, а тя играе ролята на момче трубадур в романтичен ренесансов сюжет. Критикът Теофил Готие пише за „деликатния и нежен чар“ на нейното изпълнение. Пиесата се играе 150 пъти, като освен това е изпълнена специално в двореца „Тюйлери“ за Наполеон III и неговия двор. След представлението Наполеон III ѝ изпраща брошка със своите инициали, изписани с диаманти.
В своите спомени Бернар пише за времето си в „Одеон“: „Това беше театърът, който обичах най-много и който напуснах със съжаление. Всички се обичахме. Всеки беше радостен. Театърът беше като продължение на училището. Всички млади отиваха там... Спомням си моите няколко месеца в „Комеди Франсез“. Този малък свят беше скован, сплетничещ и завистлив. Спомням си моите няколко месеца в „Жимназ“. Там разговаряха само за рокли и шапки и бъбреха за стотици неща, които нямат нищо общо с изкуството. В „Одеон“ бях щастлива. Мислехме само за поставянето на пиеси. Репетирахме сутрин, следобед, през цялото време. Обожавах това.“
Сара Бернар живее със своята дългогодишна приятелка и помощничка госпожа Герар и нейния син в малка къща в предградието Отьой, пътувайки до театъра с малка карета. Тя става близка приятелка с писателката Жорж Санд и играе в две нейни пиеси, приема в гримьорната си различни знаменитости, сред които Гюстав Флобер и Леон Гамбета. През 1869 година, когато материалното ѝ положение се подобрява, тя се премества в седемстаен апартамент на улица „Обер“ в центъра на Париж. По това време майка ѝ започва да я посещава за пръв път от години, а баба ѝ, религиозна еврейка, се нанася в апартамента, за да се грижи за Морис. Бернар наема прислужница и готвачка и започва да колекционира животни – по всяко време води със себе си едно или две кучета, а две костенурки се движат свободно из апартамента.
Малко по-късно апартаментът на Сара Бернар е унищожен от пожар, заедно с цялото ѝ имущество, включително множество получени като подарък скъпоценности. Тя няма застраховка и театърът „Одеон“ организира благотворително представление с участието на оперната звезда Аделина Пати, 120 хиляди франка ѝ подарява бабата на баща ѝ. Така Бернар си купува още по-голямо жилище с два салона и голяма столова на улица „Рим“.
Началото на Френско-пруската война прекъсва рязко театралната кариера на Сара Бернар. Новините за френското поражение, капитулацията на Наполеон III при Седан и обявяването на Третата република на 4 септември 1870 година са последвани от обсадата на Париж от пруската армия. Градът е откъснат от света и театрите са затворени. Бернар участва в превръщането на „Одеон“ в болница за войниците, ранени край града. Тя организира поставянето на 32 легла във фоайетата, довежда личната си готвачка и убеждава свои приятели и поклонници да правят дарения за болницата. Освен това тя работи като медицинска сестра и помага на главния хирург при операции.
В началото на януари 1871 година, след 16-седмична обсада, германците започват да обстрелват града с далекобойна артилерия и пациентите са преместени в мазето, а малко по-късно импровизираната болница е закрита. Бернар организира прехвърлянето на по-тежките случаи в друга военна болница и наема апартамент за останалите 20 пациенти. За времето на обсадата болницата ѝ е лекувала над 150 ранени войници, сред които е и бъдещият маршал от Първата световна война Фердинанд Фош.
След сключването на примирието на 19 януари 1871 година, Сара Бернар научава, че синът и семейството ѝ са отишли в Хамбург, и заминава за Германия да ги прибере. Когато се връща в Париж няколко седмици по-късно, градът е под контрола на Парижката комуна и тя отива с близките си в Сен Жермен ан Ле, връщайки се в Париж през май, след разгрома на Комуната от армията.

### Известност
През 1870-те вече става известна по сцените на Европа. Тя вече има репутация на сериозна драматична актриса, наричана „божествената Сара“ и може би е най-известната актриса на XIX век. През 1872 напуска Одеон и се връща в Комеди Франсез. Тя дори пътува до Куба през 1887 г. за да участва в спектакли.

### Последни години
през 1904 г. заедно с Енрико Карузо дава поредица от благотворителни концерти, парите от които дарява на ранени войници. По-ранни благотворителни изяви има още по време на Френско-пруската война, когато в обсадения Париж Сара оборудва в театър „Одеон“ болница, изпълнявайки временно ролята на медицинска сестра.
През 1905 г. претърпява тежка злополука когато скача при последната сцена, докато играе в Рио де Жанейро и наранява сериозно дясното си коляно, което никога не заздравява. До 1911 г. не може да се движи без чужда помощ и през 1915 г. целият ѝ десен крак е ампутиран поради гангрена. Въпреки трудностите с протезата, която тя не харесва, Сара Бернар продължава актьорската си кариера и играе дори на фронта по време на Първата световна война. На сцената протезата не се забелязва, а гласът ѝ, който почти не се променя с годините, успява все така да омагьосва публиката. Кавалер е на Ордена на честта. Има звезда на алеята на славата.
Почива от уремия на 26 март 1923 г. На погребението ѝ идват толкова много хора, че успяват да парализират движението в Париж. Погребана е в Пер Лашез.

## Личен живот
От любовната си връзка с принц Анри Сара има единственото си дете – син Морис Бернар, който по-късно се жени за полска принцеса, Мария Яблоновска.
Нейни близки приятели са артисти и писатели, между които и Виктор Юго. Алфонс Муха прави няколко от най-известните си картини в стил ар нуво, вдъхновен от нея. Тя проявява интерес и към изобретателя Никола Тесла, но за нейно съжаление той я вижда само като нещо, което го разсейва от работата му.
По-късно, през 1882 година, тя се жени за дипломата от гръцки произход Аристидес Дамала в Лондон, но бракът е неуспешен и те се разделят само след няколко месеца. Това е нейният единствен брак. Аристидес се изявява и като актьор, но отзивите на критиката за неговата игра не са добри. Съвременниците го описват като нещо средно между Казанова и маркиз дьо Сад, който се хвали публично със своите изневери и изпитва удоволствие да унизява Сара на обществени места. Въпреки че се разделят, тя се грижи за него в последните месеци на живота му, когато умира през 1889 г. най-вече от употребата на морфин и кокаин. Към края на брака си Сара има връзка с Принца на Уелс (бъдещият Едуард VII). Според различни слухове, тя има връзка с много европейски монарси, които я засипват със скъпи подаръци.
Известна е със своята ексцентричност. По убеждения тя е атеист. Въпреки това е кръстена като римокатоличка, и приема последна молитва преди смъртта си.

## В нямото кино
Сара Бернар е една от първите актриси на нямото кино, дебютирайки като Хамлет в двуминутен филм Le Duel d'Hamlet през 1900 г. Тя се снима в общо осем игрални и два биографични филма.